# Dresslerothamnus angustiradiatus
Dresslerothamnus angustiradiatus là một loài thực vật có hoa trong họ Cúc. Loài này được (T.M.Barkley) H.Rob. mô tả khoa học đầu tiên năm 1978.